# イギリス特殊部隊
イギリス特殊部隊（United Kingdom Special Forces, UKSF）は、イギリス軍の特殊部隊の統括組織である。
現在、第22特殊空挺（SAS）連隊、特殊舟艇部隊 (SBS)、特殊偵察連隊 (SRR)、統合特殊部隊航空団 (JSFAW)、特殊部隊支援群 (SFSG)などの部隊がUKSFの指揮下に入って活動している。
また、英国政府やMI6、UKSFは存在を公式には認めていないが、「E Squadron（旧 Increment）」と呼ばれる特殊部隊をMI6とUKSFが秘密裏に共同運用している事が報道や2021年6月の英国防省特殊部隊個人データ漏洩事件、元MI6局員リチャード・トムリンソン、元SAS隊員でクリス・ライアンのペンネームで作家をしているコリン・アームストロングなどにより明らかとなる。データ漏洩事件で記載されていた名目上は"22 SAS E SQN （第22SAS連隊E中隊）"だが、隊員はUKSFのTier1部隊であるSAS、SBS、SRRから経験豊富なベテランが引き抜かれ、英国で最高機密のエリート部隊といわれる。

## 歴史
UKSFは1987年に、特殊部隊司令官 (Director Special Forces)の指揮下で陸軍のSAS、海兵隊のSBS、そして陸軍第14情報中隊を統合運用する組織として編成され、アメリカ軍の統合特殊作戦コマンド（JSOC）のカウンターパートとして位置付けられた。
2001年に統合特殊部隊航空団 (JSFAW)、2005年には特殊偵察連隊 (SRR)、第18(UKSF)信号連隊、2006年には特殊部隊支援群 (SFSG)が編成されUKSFの指揮下に入った。
2008年にはSASの航空支援を行っていたイギリス陸軍第8航空隊がJSFAWの指揮下に入った。
2014年にはイギリス軍再編プログラム（Army 2020)に伴い、第21SAS連隊および第23SAS連隊（いずれも予備役）がUKSFの指揮下を離れ、イギリス陸軍第1情報・監視・偵察旅団の指揮下に移動した。

## 構成
- イギリス陸軍
  - 第22SAS連隊[23]
    - A中隊
    - B中隊
    - D中隊
    - G中隊

  - 特殊偵察連隊 (SRR)[4]
  - 第18(UKSF)信号連隊（英語版）

- イギリス海軍/イギリス海兵隊
  - 特殊舟艇部隊 (SBS)[8]
    - C中隊
    - M中隊
    - X中隊
    - Z中隊
    - SBS予備役兵 (SBSR)[24]

- 統合部隊（イギリス空軍、他）
  - 特殊部隊支援群 (SFSG)[5]
  - 統合特殊部隊航空団 (JSFAW)[6][25]
    - 空軍第7飛行隊（英語版）[6]
    - 陸軍第658飛行隊（英語版）[6]

  - 空軍第47飛行隊（英語版）[25][26]